# Silvestriola chinagliana
Silvestriola chinagliana is een muggensoort uit de familie van de galmuggen (Cecidomyiidae). De wetenschappelijke naam van de soort is voor het eerst geldig gepubliceerd in 1918 door Del Guercio.